# Lista stadionów piłkarskich w Austrii
Lista stadionów piłkarskich w Austrii składa się z obiektów drużyn znajdujących się w Bundeslidze (I poziomie ligowym Austrii) oraz Erste Liga (II poziomie ligowym Austrii). Na najwyższym poziomie rozgrywkowym znajduje się 10 drużyn, a na drugim poziomie 10 drużyn, których stadiony zostały przedstawione w poniższej tabeli według kryterium pojemności, od największej do najmniejszej. Tabela uwzględnia również miejsce położenia stadionu (miasto oraz region), klub do którego obiekt należy oraz rok jego otwarcia lub renowacji.
Do listy dodano również stadiony o pojemności powyżej 5 tys. widzów, które są areną domową drużyn z niższych lig lub obecnie w ogóle nie rozgrywano mecze piłkarskie.
Na czterech stadionach z listy: Ernst-Happel-Stadion w Wiedniu, Hypo-Arena w Klagenfurcie, Wals-Siezenheim w Salzburgu oraz Tivoli Neu w Innsbrucku zostały rozegrane Mistrzostwa Europy w Piłce Nożnej 2008, które wspólnie z Austrią organizowała Szwajcaria. Na Ernst-Happel-Stadion został rozegrany finał tych mistrzostw.
Legenda:

    – stadiony IV kategorii UEFA

    – stadiony w budowie lub przebudowie

    – stadiony zamknięte lub zburzone
| Lp. | Nazwa stadionu           | Miejscowość      | Region        | Drużyny                              | Otwarty / renowacja | Pojemność | Zdjęcie |
| --- | ------------------------ | ---------------- | ------------- | ------------------------------------ | ------------------- | --------- | ------- |
| 1   | Ernst-Happel-Stadion     | Wiedeń           | Wiedeń        | Reprezentacja Austrii                | 1931                | 50 865    |         |
| 2   | Hypo-Arena               | Klagenfurt       | Karyntia      | FC Kärnten                           | 2005                | 32 000    |         |
| 3   | Red Bull Arena           | Salzburg         | Salzburg      | Red Bull Salzburg                    | 2003                | 31 895    |         |
| 4   | Linzer Stadion           | Linz             | Górna Austria | LASK Linz                            | 1952                | 25 138    |         |
| 5   | Gerhard-Hanappi-Stadion  | Wiedeń           | Wiedeń        | Rapid Wiedeń                         | 1977                | 18 442    |         |
| 6   | Tivoli Neu               | Innsbruck        | Tyrol         | Wacker Innsbruck                     | 2000                | 16 008    |         |
| 7   | Pappelstadion            | Mattersburg      | Burgenland    | SV Mattersburg                       | 1952                | 15 700    |         |
| 8   | UPC-Arena                | Graz             | Styria        | Grazer AK, SK Sturm Graz             | 1997                | 15 312    |         |
| 9   | Franz Horr Stadion       | Wiedeń           | Wiedeń        | Austria Wiedeń                       | 1925                | 13 400    |         |
| 10  | BSFZ-Arena               | Wiedeń           | Wiedeń        | Admira Wacker Mödling                | 1967                | 12 000    |         |
| 11  | Franz-Fekete-Stadion     | Kapfenberg       | Styria        | Kapfenberger SV                      | 1950                | 12 000    |         |
| 12  | Stadion Birkenwiese      | Dornbirn         | Vorarlberg    | FC Dornbirn 1913                     | 1935                | 12 000    |         |
| 13  | Casino Stadion           | Bregenz          | Vorarlberg    | SC Bregenz                           | 1951                | 11 112    |         |
| 14  | Gruabn                   | Graz             | Styria        | Grazer SC, SK Sturm Graz (1919–1997) | 1919                | 10 500    |         |
| 15  | Vorwärts Stadium         | Steyr            | Górna Austria | SK Vorwärts Steyr                    | 2000                | 9 500     |         |
| 16  | Waldstadion              | Pasching         | Górna Austria | SV Pasching                          | 1990                | 8 968     |         |
| 17  | Reichshofstadion         | Lustenau         | Vorarlberg    | SC Austria Lustenau, FC Lustenau 07  | 1953                | 8 800     |         |
| 18  | Wiener Sport-Club Platz  | Wiedeń           | Wiedeń        | Wiener SK                            | 1904/ 1984          | 8 700     |         |
| 19  | Cashpoint Arena          | Altach           | Vorarlberg    | SC Rheindorf Altach                  | 1990                | 8 500     |         |
| 20  | NV Arena                 | St. Pölten       | Dolna Austria | SKN St. Pölten                       | 1951/ 2012          | 8 000     |         |
| 21  | Lavanttal-Arena          | Wolfsberg        | Karyntia      | Wolfsberger AC                       | 1984/ 2012          | 7 800     |         |
| 22  | Stadion Wiener Neustadt  | Wiener Neustadt  | Dolna Austria | Wiener Neustädter SC                 | 1955/ 2008          | 7 700     |         |
| 23  | Keine Sorgen Arena       | Ried im Innkreis | Górna Austria | SV Ried                              | 2003                | 7 680     |         |
| 24  | Wienerwaldstadion        | Neulengbach      | Dolna Austria | SV Neulengbach                       | 2006                | 7 500     |         |
| 25  | Rudolf-Tonn-Stadion      | Schwechat        | Dolna Austria | SV Schwechat                         | 1980                | 7 000     |         |
| 26  | Alpenstadion             | Wattens          | Tyrol         | WSG Swarovski Wattens                |                     | 5 500     |         |
| 27  | Hohe Warte Stadion       | Wiedeń           | Wiedeń        | First Vienna FC                      | 1921                | 5 500     |         |
| 28  | Heidebodenstadion        | Parndorf         | Burgenland    | SC-ESV Parndorf 1919                 | 1992                | 5 000     |         |
| 29  | Kufstein Arena           | Kufstein         | Tyrol         | FC Kufstein                          | 1925/ 2005          | 5 000     |         |
| 30  | Profertil Arena Hartberg | Hartberg         | Styria        | TSV Hartberg                         | 19??/ 2009          | 4 635     |         |
| 31  | Untersberg-Arena         | Grödig           | Salzburg      | SV Grödig                            | 1989                | 4 128     |         |
| 32  | Sparkasse Horn Arena     | Horn             | Dolna Austria | SV Horn                              | 1958                | 4 000     |         |